# Haliclona muricata
Haliclona muricata är en svampdjursart som först beskrevs av Ridley 1884.  Haliclona muricata ingår i släktet Haliclona och familjen Chalinidae. Inga underarter finns listade i Catalogue of Life.